# 押しボタン式電話機

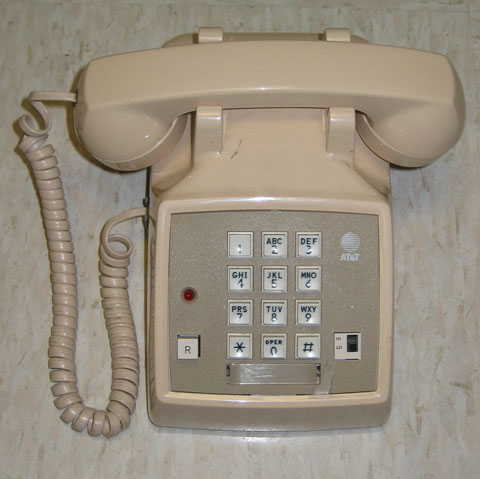
押しボタン式電話機。ウエスタンエレクトリックのモデル2500DMG

押しボタン式電話機（おしボタンしきでんわき）は、電話番号送出操作を押しボタンで行う電話機のこと。回転ダイヤル式電話機（黒電話など）の対語として用いられる。プッシュ式電話機などとも呼ばれる。
後に登場した多機能電話機や電話機を内蔵したファクシミリ、自動車電話、携帯電話、PHSも電話番号は押しボタンで送出するが、この項目では、局給電のみで動作する、アナログ固定電話回線に直接接続される標準電話機を記載する。

## ボタン配置
ボタンの配置はITU-Tで勧告されている。
| 1 | 2 | 3 |
| 4 | 5 | 6 |
| 7 | 8 | 9 |
|   | 0 | # |

## ダイヤルパルス方式
ダイヤルパルス方式は、回転ダイヤルと同様に、押しボタンが押されるたびに、メーク（接）/ブレーク（断）のパルスと桁間ポーズ（桁間の無音時間）で電話番号を交換機に送信する。アウトパルス方式、日本のNTTでは「ダイヤル回線」ともいう。
しかし、この方式であっても、#（ナンバー）から始まるダイヤル番号は利用できない。

## トーンダイヤル方式

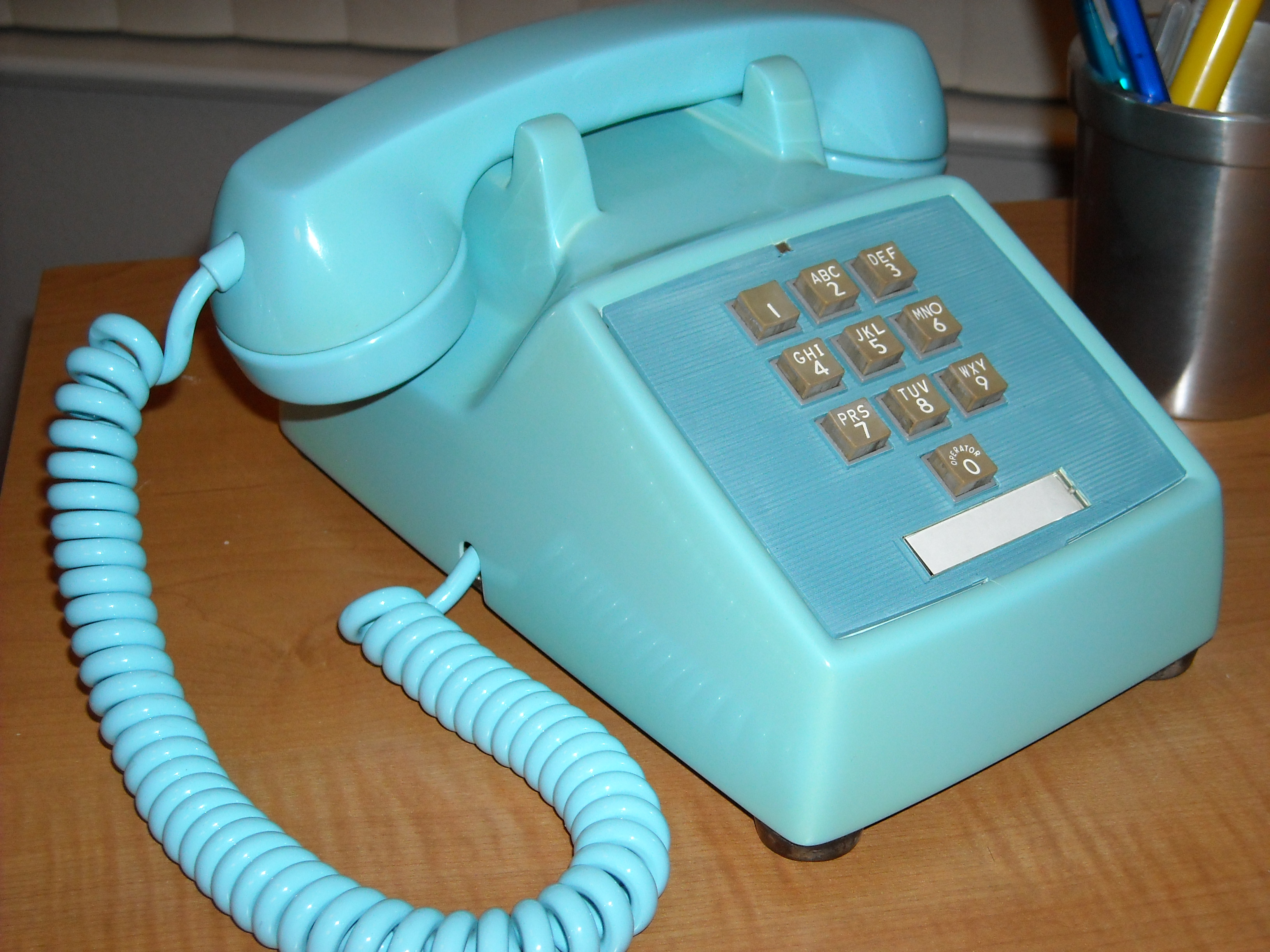
ウェスタンエレクトリック・モデル1500

トーンダイヤル方式に対応した加入者線はトーンダイヤル回線、略してトーン回線、日本のNTTでは「プッシュ回線」と呼ばれる。トーン信号の場合は各番号に割り当てられた固有周波数の音で番号を決定するため、電話番号を送信する時間が大幅に短縮されることとなった。
1964年にAT&Tがサービスを開始した。
1964年にウェスタン・エレクトリック社が発売した、最初の市販電話機Western Electric Model 1500（右写真。ボタン配列を、回転ダイヤル風だったモデル500から改めた機種）は、1から0の10ボタン式であった。1967年発売のModel2500（本記事冒頭の写真）から、「（スター、星印）」、と「#（ナンバー、井桁）」のボタンがある、現在と同様の12ボタンとなっている。

## 日本での状況
日本においては、1969年に初めて販売されたトーンダイヤル方式専用の電話機「プッシュホン」を指し、ダイヤルパルス方式専用（ダイヤル回線などで利用できる）である回転ダイヤル式電話機とあわせて、それら回線方式を区別する用語としても機能した。1985年の電話端末機器の自由化以後、ほぼすべての押しボタン電話機が、パルス信号・トーン信号を切り替えて発信する機能を備えているため、押しボタン式電話機であっても回線種別がトーンダイヤル方式とは限らなくなった。
トーン回線/パルス回線の共用交換機の整備が遅れ、トーン回線は専用の交換機を使用する必要があった。そのため電電公社は、プッシュホンの基本料金をダイヤル式よりも高額に設定せざるを得ず、パルスダイヤル式電話回線が長い間併用されることとなった。加算は2005年に廃止され、同一料金になった。

### 短縮ダイヤルサービス
（NTTの電話交換機上では終了）短縮ダイヤルサービスは、「」ボタン+数字2桁で、あらかじめ交換機に登録しておいた番号に電話がかけられる電気通信サービスである。プッシュホンの基本サービスとして売りにしていたが、1980年代にはオプションサービス（600円）となり、不要な場合はトーン回線使用料を引き下げられるようになった。
ビジネスフォンや多機能電話機で電話機に直接登録ができることから、NTTの電話交換機上では2024年1月のPSTNマイグレーションに合わせてサービス提供を終了した。
かつてプッシュホンが「ピッポッパ」と擬音語表記されていたのは、短縮ダイヤルの3桁発信音に由来する。

### DIALS（電話計算サービス）

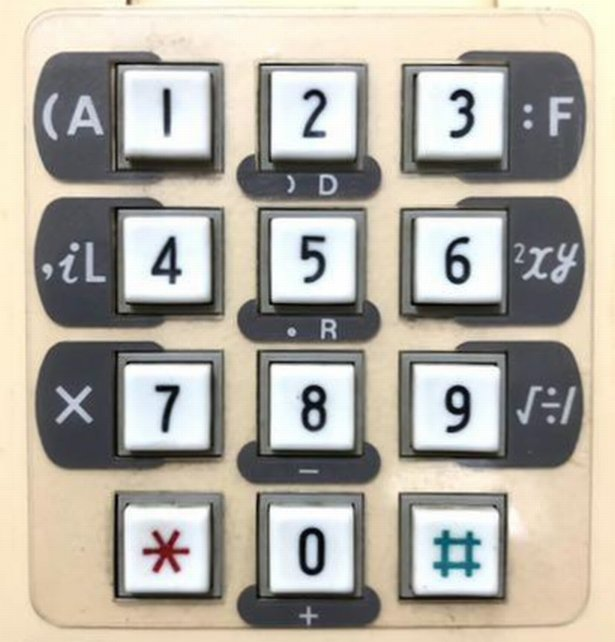
DIALS用のカバーを付けたプッシュホンのボタン

（1982年終了）プッシュホンで計算を行う自動応答システム。「010-0111」をダイヤルしてセンターに接続後、プッシュ操作で計算式を直接入力するか、ライブラリ番号を指定してパラメータを入力して音声で解答を得る。サービス提供時間は8時～21時。通話料として21秒毎に7円が発生した。プッシュホンにはDIALS操作用のカバーが付属した。利用者向けにDIALSマニュアルとライブラリ集が電電公社より配布された。
計算は例えば「(2+3)×8=」は「*1 2 *0 3 *2 *7 8 **#」と操作すると「お答えは40です」と音声で返された。

### プッシュホン電話予約・空席照会サービス
（2013年1月終了）国鉄・JR指定券の予約や空席照会をプッシュ操作で行えるシステム。サービス開始当初は予約受付期間が乗車日の7日前11時から2日前16時まで。空席照会は乗車日の22:30まで。指定券を予約をする場合は「#9500」をダイヤル後、音声案内に従い以下の操作を行う。通話料として東京都内までの一般通話料金が発生した。「JR時刻表」「JTB時刻表」にはサービス終了までプッシュホン予約で使用する列車コードと駅名コードが記載されていた。
1. 自分の電話番号＋「#」をプッシュする。
2. 「1#」をプッシュする。（「2#」をプッシュすると空席照会になる）
3. 乗車月日（数字4桁）+「#」をプッシュする。
4. 乗車する列車コード+「#」をプッシュする。
5. 乗車駅の駅名コード+「#」をプッシュする。
6. 降車駅の駅名コード+「#」をプッシュする。
7. 枚数（4枚まで）+「#」をプッシュする。
8. 指定席の種類（グリーン車は「1」、普通車は「2」）+「#」をプッシュする。
9. 「0#」をプッシュする。
10. 予約番号が読み上げられるので、確認としてその番号+「#」をプッシュする。
11. 指定券の購入期限日が音声で案内されて通話が切れる。

予約ができたらみどりの窓口で自分の電話番号と予約番号を伝えることで予約した指定券が購入できた。受け取りに行かないと乗車2日前の17時で自動キャンセルされる。

### 歴史
- 1969年5月17日 : 600-P形発売。
- 1969年 : 公募から「プッシュホン」と愛称が命名された。カラーはグレー。
- 1970年9月26日 : プッシュホンを使って計算を行う自動応答サービスDIALS開始。
- 1972年 : 「プッシュホン」のカラーが既存のグレーに加えて、レッド・ホワイト・グリーンが加わって4色になる。
- 1973年 : 送受話器にキーパッドが一体化された700-P形「ミニプッシュホン」発売。
- 1975年3月31日 : 国鉄プッシュホン電話予約開始[2]
- 1980年10月 : 601-P形「プッシュホン」発売。
- 1982年10月 : DIALSサービス終了。
- 1983年 : 800-P形「ハウディ」発売。
- 1985年 : 電話端末機器の自由化。
- 1993年 : 900-P形標準電話機発売。
- 2013年1月31日22時30分 : JRプッシュホン電話予約サービス終了[3]。

### NTTの各機種の概要
| 形式  | 発売年 | 機能                | 機能            | 機能                | 機能       | 形態 | 形態 | 形態         | 形態                              | 技術           | 技術           | 技術            | 技術                                 | 備考                                    |
| 形式  | 発売年 | ダイヤル パルス切替 | スピーカー 受話 | オンフック ダイヤル | 再ダイヤル | 卓上 | 壁掛 | 卓上壁掛共用 | 送受話器に 押しボタンダイヤル内蔵 | 送話器         | 受話器         | 呼び出し        | 回路                                 | 備考                                    |
| ----- | ------ | ------------------- | --------------- | ------------------- | ---------- | ---- | ---- | ------------ | --------------------------------- | -------------- | -------------- | --------------- | ------------------------------------ | --------------------------------------- |
| 600-P | 1969   | -                   | -               | -                   | -          | 〇   | -    | -            | -                                 | 炭素粉         | 電磁           | 磁石電鈴        |                                      |                                         |
| 601-P | 1980   | -                   | -               | -                   | -          | 〇   | 〇   | -            | -                                 | 炭素粉         | 電磁           | 磁石電鈴        | トーンダイヤル回路電子化             |                                         |
| 700-P | 1973   | -                   | 〇              | -                   | -          | -    | -    | -            | 〇                                | 電磁           | 電磁           | 電磁 スピーカー | 完全電子化                           |                                         |
| 701-P | 1979   | -                   | 〇              | -                   | -          | -    | -    | -            | 〇                                | 電磁           | 電磁           | 電磁 スピーカー | マイクアンプ電子化                   | 加入者線抵抗1500オームに対応            |
| 800-P | 1983   | 〇                  | 〇              | 〇                  | 〇         | 〇   | 〇   | 〇           | 〇                                | 圧電セラミック | 圧電セラミック | 圧電セラミック  | 1チップIC                            | 1984年グッドデザイン賞 商品デザイン部門 |
| 900-P | 1993   | 〇                  | -               | -                   | -          | -    | -    | 〇           | -                                 | 圧電セラミック | 圧電セラミック | 圧電セラミック  | デジタルIC・アナログICの 2チップ構成 |                                         |